# Agetocera
Agetocera es un género de escarabajos de la familia Chrysomelidae. El género fue descrito por Hope en 1840. Se encuentra en el Paleártico, especialmente en China.

## Especies
- Agetocera abdominalis (Jiang, 1992)
- Agetocera biclava Zhang & Yang, 2005
- Agetocera birmanica Jacoby, 1891
- Agetocera chapana Laboissiere, 1929
- Agetocera cyanipennis Yang in Ge & Li, 2001
- Agetocera deformicornis Laboissiere, 1927
- Agetocera discedens Weise, 1922
- Agetocera duporti Laboissiere, 1927
- Agetocera femoralis Chen, 1942
- Agetocera filicornis Laboissiere, 1927
- Agetocera flavivientris Jacoby, 1879
- Agetocera hopei Baly, 1865
- Agetocera lobicornis (Baly, 1865)
- Agetocera manipuria (Maulik, 1932)
- Agetocera mirabilis (Hope, 1831)
- Agetocera nigripennis Laboissiere, 1927
- Agetocera orientalis Weise, 1902
- Agetocera quadraticollis Laboissiere, 1927
- Agetocera similis Chen in Li & Yao, 1997
- Agetocera sokolovi Medvedev, 1981
- Agetocera taiwana Chujo, 1962